# G. V. Dorsey
Godwin Volney Dorsey (* 17. November 1812 in Oxford, Ohio; † 15. Mai 1885 in Piqua, Ohio) war ein US-amerikanischer Arzt und Politiker. Er war von 1862 bis 1865 Treasurer of State von Ohio.

## Leben
Godwin Volney Dorsey wurde während des Britisch-Amerikanischen Krieges im Butler County geboren. Über seine Jugendjahre ist nichts bekannt. Er graduierte an der Miami University. 1836 machte er dann seinen Abschluss an dem Medical College of Ohio. Danach ließ er sich in Piqua (Ohio) nieder. Die Folgejahre waren von der Wirtschaftskrise von 1837 und dem Mexikanisch-Amerikanischen Krieg überschattet.
Dorsey war zu jener Zeit Mitglied der Demokratischen Partei. Bei der Präsidentschaftswahl im Jahr 1848 fungierte er als Wahlmann für Lewis Cass und William Orlando Butler. Er nahm als Delegierter 1850 an der Verfassunggebenden Versammlung von Ohio teil und 1856 an der Democratic National Convention. Bei den Kongresswahlen im Jahr 1854 und 1856 erlitt er jeweils eine Niederlage gegenüber Matthias H. Nichols im 4. Kongresswahlbezirk von Ohio. In der zuerst genannten Wahl erhielt er nur 30 % der Stimmen. Sein Gegner gewann die folgende Wahl mit 245 Stimmen. 1859 kandidierte Dorsey für das Amt des Auditor of State von Ohio, erlitt aber eine Niederlage gegenüber dem Republikaner Robert Walker Tayler senior. In der Folgezeit trat er der Republikanischen Partei bei. Während des Bürgerkrieges wurde er 1861 zum Treasurer of State von Ohio gewählt und 1863 wiedergewählt. Er nahm 1864 an der Republican National Convention teil. Am 25. September 1865 trat er von seinem Posten als Treasurer zurück. David Tod sollte 1868 als Elector-at-large für Ulysses S. Grant und Schuyler Colfax fungieren. Er verstarb allerdings, bevor sich die Wahlmänner treffen konnten, so dass er durch Dorsey ersetzt wurde.
Dorsey verstarb 1885 in Piqua und wurde dann dort auf dem Forest Hill Union Cemetery beigesetzt.